# Jacques Hanegraaf
Jacobus Johannes Henricus "Jacques" Hanegraaf (nascido em 14 de dezembro de 1960) é um ex-ciclista holandês que representou os Países Baixos nos Jogos Olímpicos de Verão de 1980, competindo em duas provas de ciclismo de estrada.